# Ljungs kyrkokör
Ljungs kyrkokör var en blandad kör och kyrkokör i Ljungs församling, Linköpings stift, Linköping som bildades 1926 av kantor Knut Adell. Han var även dess dirigent och ledare.